# Jhon Mosquera Rebolledo
Jhon Edison Mosquera Rebolledo (nascut el 8 de maig de 1990) és un jugador de futbol professional colombià que juga de migcampista al Viktoria Plzeň.

## Carrera del club
Va arribar a Espanya l'any 2007, inicialment a Mallorca. Després jugaria a diversos equips valencians de categories inferiors, debutant amb el Dénia en tercera divisió. Mosquera va jugar la Copa del Rei amb l'CE Alcoià contra el Reial Madrid el 2012, tot i que el seu equip va perdre per 4-1. Va jugar al CD Olímpic de Xàtiva la temporada 2013-14, última temporada amb un equip valencià, i on també jugaria contra el Madrid en Copa del Rei.
Es va unir al club txec Bohemians 1905 el 2014, convertint-se en el seu primer jugador colombià. Va marcar el seu primer gol a la lliga amb els Bohemians l'agost de 2014, marcant en una victòria a domicili per 3-2 contra el Příbram.